# Рубёженский сельсовет
Рубёженский сельсовет или Рубёженский сельский совет — упразднённый сельсовет на территории Фроловского района Волгоградской области, существовал с 1928 года по 24 июня 1954 года. Административным центром был хутор Рубёжный.

## История
Постановлением ВЦИК и СНК РСФСР от 21 мая и от 11 июня 1928 года был образован Фроловский район в составе Сталинградского округа Нижневолжского края. В состав района вошли хутора Рубёжный и Калмыцкий вошёл в состав района. При этом в одних документах указано, что ранее оба хутора находились в составе Кременской волости, а в других — в составе Арчадино-Чернушенской волости Усть-Медведицкого округа.
30 июля 1930 года Сталинградский округ, как и большинство остальных округов СССР, был упразднён. Его районы отошли в прямое подчинение Нижне-Волжского края.
10 января 1934 года Нижне-Волжский край был разделён на Саратовский и Сталинградский края.
Согласно данным за 1934 год в составе Фроловского района находился в том числе Рубеженский сельсовет. Согласно данным за 1935—1936 годы в состав сельсовета входили хутора Рубёжный, административный центр, и Калмыцкий.
5 декабря 1936 года Сталинградский край был преобразован в Сталинградскую область, в состав которой вошёл и Фроловский район.
Постановлением президиума Сталинградского областного исполнительного комитета от 13 февраля 1939 года № 34 хутора Ново-Абрамовский и Старо-Абрамовский Добринского сельского совета были переданы в состав Рубёженского сельского совета.
В списках населённых пунктов области по состоянию на 1 апреля 1940 года в составе сельсовета находятся только хутора Рубёжный и Ново-Абрамовский.
В 1945 году в состав Рубёженского сельсовета входили хутора Рубёжный и Ново-Абрамовский, Центральная усадьба Кормсовхоза № 1, Отделение Меловой.
29 июня 1949 года посёлки Образцы и Манский Перфиловского сельского совета были причислены в административное подчинение Рубёженского сельского совета, посёлок Добринка Рубёженского сельского совета — к Арчедино-Чернушенскому сельскому совету.
На 1 января 1950 года в Рубёженский сельсовет входили хутора Рубёжный, Образцы и Манский.
24 июня 1954 года Рубёженский и Вешенский сельские советы были объединены в один Арчединский сельсовет c центром в центральной усадьбе зерносовхоза Арчединский и включением следующих населённых пунктов: хуторов Образцы, Абрамов, Манский, Рубёженский, Вешки, Ляпино, посёлков кормосовхоза № 1 и санатория «Серебряные пруды».

## Население
На 1 января 1936 года в сельсовете 73 хозяйства, проживало 319 человек, преобладающая национальность — русские. В хуторе Рубёжном, административном центре, находилось две начальные школы.